# John Theophilus Desaguliers
John Theophilus Desaguliers (La Rochelle, 12. ožujka 1683. – London, 29. veljače 1744.) bio je britanski prirodoslovac, svećenik, inženjer i slobodni zidar francuskog podrijetla. 
Desaguliers je 1714. godine izabran je za člana Kraljevskog društva kao eksperimentalni asistent Isaaca Newtona. Studirao je na Sveučilištu u Oxfordu, a kasnije je kroz javna predavanja popularizirao Newtonove teorije i njihovu praktičnu primjenu. Njegov najvažniji mecena bio je James Brydges, 1. vojvoda od Chandosa. Kao slobodni zidar, Desaguliers je imao ključnu ulogu u uspjehu prve Velike lože u Londonu te je 1719. godine služio kao njen treći veliki majstor.